# Entyloma echinaceae
Entyloma echinaceae är en svampart som beskrevs av Vánky & McKenzie 2002. Entyloma echinaceae ingår i släktet Entyloma och familjen Entylomataceae.   Inga underarter finns listade i Catalogue of Life.